# Daniel Brands
Daniel Fabian Brands (Deggendorf, 17 juli 1987) is een Duitse tennisser. Hij heeft nog geen ATP-toernooi gewonnen, maar deed wel al mee aan grandslamtoernooien. Hij heeft zeven challengers in het enkelspel en drie challengers in het dubbelspel op zijn naam staan.

## Palmares

### Palmares enkelspel
| Legenda                       | Legenda               |
| ----------------------------- | --------------------- |
| Grand Slam                    |                       |
| Olympische Spelen             |                       |
| tot 2009                      | vanaf 2009            |
| Tennis Masters Cup            | ATP Finals            |
| ATP Masters Series            | ATP Tour Masters 1000 |
| ATP International Series Gold | ATP Tour 500          |
| ATP International Series      | ATP Tour 250          |

| Nr.                  | Datum            | Toernooi    | Ondergrond    | Tegenstander in finale   | Score          |
| -------------------- | ---------------- | ----------- | ------------- | ------------------------ | -------------- |
| Gewonnen challengers |                  |             |               |                          |                |
| 1.                   | 28 juli 2008     | Timișoara   | Gravel        | Daniel Muñoz de la Nava  | 6-4, 7-6       |
| 2.                   | 2 november 2009  | Eckental    | Tapijt (I)    | Dustin Brown             | 6-4, 6-4       |
| 3.                   | 5 april 2010     | Monza       | Gravel        | Pablo Andújar            | 64-7, 6-3, 6-4 |
| 4.                   | 4 juli 2011      | Oberstaufen | Gravel        | Andreas Beck             | 6-4, 7-63      |
| 5.                   | 21 november 2011 | Helsinki    | Hardcourt (I) | Matthias Bachinger       | 7-62, 7-65     |
| 6.                   | 29 oktober 2012  | Eckental    | Tapijt (I)    | Ernests Gulbis           | 7-60, 6-3      |
| 7.                   | 2 juli 2018      | Recanati    | Hardcourt     | Adrián Menéndez Maceiras | 7-5, 6-3       |

### Palmares dubbelspel
| Nr.                  | Datum        | Toernooi | Ondergrond | Partner            | Tegenstanders in finale   | Score             |
| -------------------- | ------------ | -------- | ---------- | ------------------ | ------------------------- | ----------------- |
| Gewonnen challengers |              |          |            |                    |                           |                   |
| 1.                   | 21 mei 2007  | Fargʻona | Hardcourt  | John Paul Fruttero | Lukáš Rosol Martin Slanar | 7-61, 7-5         |
| 2.                   | 11 juni 2007 | Astana   | Hardcourt  | Adam Feeney        | Kamil Čapkovič Ivan Dodig | 6-2, 6-4          |
| 3.                   | 5 mei 2008   | Dresden  | Gravel     | Jun Woong-sun      | Ilia Bozoljac Dušan Vemić | 2-6, 7-64, [10-6] |

## Resultaten grote toernooien
| Legenda | Legenda                          |
| ------- | -------------------------------- |
| g.t.    | geen toernooi gehouden           |
| l.c.    | lagere categorie                 |
| –       | niet deelgenomen                 |
| G       | uitgeschakeld in de groepsfase   |
| 1R      | uitgeschakeld in de eerste ronde |
| 2R      | uitgeschakeld in de tweede ronde |
| 3R      | uitgeschakeld in de derde ronde  |
| 4R      | uitgeschakeld in de vierde ronde |
| KF      | uitgeschakeld in de kwartfinale  |
| HF      | uitgeschakeld in de halve finale |
| F       | de finale verloren               |
| W       | het toernooi gewonnen            |
| w-v     | winst/verlies-balans             |

### Enkelspel
| Grandslamtoernooien   |      |                 |                 |                 |                 |                 |                 |                 |                 |        |
| Australian Open       | –    | –               | 1R              | 1R              | –               | 2R              | 1R              | 2R              | –               | 2-5    |
| Roland Garros         | 1R   | 1R              | 1R              | 1R              | –               | 1R              | 1R              | –               | –               | 0–6    |
| Wimbledon             | –    | –               | 4R              | –               | –               | 2R              | –               | –               | 1R              | 4-3    |
| US Open               | –    | –               | 1R              | –               | 2R              | 1R              | –               | 1R              | –               | 1-4    |
| Winst-verlies         | 0–1  | 0–1             | 3–4             | 0-2             | 1-1             | 2-4             | 0-2             | 1-2             | 0–1             | 7-18   |
| ATP World Tour Finals |      |                 |                 |                 |                 |                 |                 |                 |                 |        |
| ATP World Tour Finals | –    | –               | –               | –               | –               | –               | –               | –               | –               | 0-0    |
| ATP Masters 1000      |      |                 |                 |                 |                 |                 |                 |                 |                 |        |
| Indian Wells          | –    | –               | –               | –               | –               | 2R              | 1R              | –               | –               | 1-2    |
| Miami                 | –    | –               | –               | 1R              | –               | 1R              | 1R              | –               | –               | 0-3    |
| Monte Carlo           | –    | –               | –               | –               | –               | 1R              | –               | –               | –               | 0–1    |
| Rome                  | –    | –               | –               | –               | –               | –               | –               | –               | –               | 0-0    |
| Hamburg               | –    | lager categorie | lager categorie | lager categorie | lager categorie | lager categorie | lager categorie | lager categorie | lager categorie | 0–0    |
| Madrid                | –    | –               | –               | –               | –               | –               | –               | –               | –               | 0-0    |
| Montréal/Toronto      | –    | –               | –               | –               | –               | –               | –               | –               | –               | 0–0    |
| Cincinnati            | –    | –               | –               | –               | –               | –               | –               | –               | –               | 0-0    |
| Shanghai              | l.c. | –               | –               | –               | –               | 2R              | –               | –               | –               | 1-1    |
| Parijs                | –    | –               | –               | –               | –               | –               | –               | –               | –               | 0-0    |
| Olympische Spelen     |      |                 |                 |                 |                 |                 |                 |                 |                 |        |
| Olympische Spelen     | –    | geen toernooi   | geen toernooi   | geen toernooi   | –               | g.t             | g.t             | –               | g.t.            | 0-0    |
| Statistieken          |      |                 |                 |                 |                 |                 |                 |                 |                 |        |
| Totaal aantal titels  | 0    | 0               | 0               | 0               | 0               | 0               | 0               | 0               | 0               | 0      |
| Totaal winst-verlies  | 1-4  | 7-5             | 9-19            | 4-11            | 5-8             | 24-23           | 3-11            | 2-4             | 1-4             | 60-93  |
| Eindejaarsranking     | 152  | 92              | 104             | 110             | 117             | 54              | 323             | 168             | 313             | n.v.t. |

### Mannendubbelspel
| Grandslamtoernooien   |               |               |               |        |
| Australian Open       | –             | –             | 1R            | 0-1    |
| Roland Garros         | –             | 1R            | –             | 0-1    |
| Wimbledon             | –             | 2R            | –             | 1-1    |
| US Open               | 1R            | 2R            | –             | 1-2    |
| Winst-verlies         | 0–1           | 2-3           | 0–1           | 2-5    |
| ATP World Tour Finals |               |               |               |        |
| ATP World Tour Finals | –             | –             | –             | 0-0    |
| Olympische Spelen     |               |               |               |        |
| Olympische Spelen     | geen toernooi | geen toernooi | geen toernooi | 0-0    |
| Statistieken          |               |               |               |        |
| Totaal aantal titels  | 0             | 0             | 0             | 0      |
| Eindejaarsranking     | 739           | 239           | 341           | n.v.t. |